# Liste der Dekanate der Diözese Eisenstadt
Die Diözese Eisenstadt ist in folgende 12 Dekanate und 172 Pfarren unterteilt:
- Dekanat Deutschkreutz
  - Deutschkreutz, Horitschon, Kobersdorf, Lackenbach, Neckenmarkt, Raiding, Ritzing, Unterfrauenhaid, Unterpetersdorf, Weppersdorf
- Dekanat Eisenstadt-Rust
  - Breitenbrunn am Neusiedler See, Donnerskirchen, Eisenstadt-Dompfarre, Eisenstadt-Oberberg, Großhöflein, Kleinhöflein, Leithaprodersdorf, Loretto, Mörbisch am See, Müllendorf, Neufeld an der Leitha, Oggau am Neusiedler See, Purbach am Neusiedler See, Rust, St. Georgen, St. Margarethen im Burgenland, Schützen am Gebirge, Stotzing, Wimpassing an der Leitha
- Dekanat Frauenkirchen
  - Andau, Apetlon, Frauenkirchen, Gols, Halbturn, Illmitz, Mönchhof, Pamhagen, Podersdorf am See, St. Andrä am Zicksee, Tadten, Wallern im Burgenland
- Dekanat Großwarasdorf
  - Frankenau, Großwarasdorf, Kleinwarasdorf, Kroatisch Geresdorf, Kroatisch Minihof, Lutzmannsburg, Nebersdorf, Nikitsch, Unterpullendorf
- Dekanat Güssing
  - Bildein, Bocksdorf, Deutsch Schützen, Deutsch Tschantschendorf, Eberau, Gaas, Gerersdorf bei Güssing, Großmürbisch, Güssing, Güttenbach, Hagensdorf, Heiligenbrunn, Kukmirn, Litzelsdorf, Moschendorf, Neuberg, Olbendorf, Ollersdorf, St. Kathrein, St. Michael im Burgenland, Stegersbach, Stinatz, Strem, Tobaj
- Dekanat Jennersdorf
  - Deutsch Kaltenbrunn, Dobersdorf, Heiligenkreuz im Lafnitztal, Jennersdorf, Königsdorf, Maria Bild, Mogersdorf, Neuhaus am Klausenbach, Rudersdorf, St. Martin an der Raab
- Dekanat Mattersburg
  - Bad Sauerbrunn, Forchtenstein, Hirm, Kleinfrauenhaid, Krensdorf, Marz, Mattersburg, Neudörfl an der Leitha, Pöttsching, Rohrbach bei Mattersburg, Schattendorf, Sieggraben, Sigleß, Walbersdorf, Wiesen
- Dekanat Neusiedl am See
  - Deutsch Jahrndorf, Edelstal, Gattendorf, Jois, Kaisersteinbruch, Kittsee, Neudorf bei Parndorf, Neusiedl am See, Nickelsdorf, Pama, Parndorf, Potzneusiedl, Weiden am See, Winden am See, Zurndorf
- Dekanat Oberpullendorf
  - Draßmarkt, Kaisersdorf, Klostermarienberg, Kogl, Landsee, Lockenhaus, Mannersdorf an der Rabnitz, Markt St. Martin, Mitterpullendorf, Neutal, Oberloisdorf, Oberpullendorf, Oberrabnitz, Pilgersdorf, Piringsdorf, Rattersdorf, Steinberg an der Rabnitz, Stoob, Unterrabnitz
- Dekanat Pinkafeld
  - Bad Tatzmannsdorf, Bernstein, Grafenschachen, Kemeten, Kitzladen, Mariasdorf, Oberdorf im Burgenland, Oberwart, Pinkafeld, Rotenturm an der Pinka, St. Martin in der Wart, Unterwart, Wolfau
- Dekanat Rechnitz
  - Dürnbach, Großpetersdorf, Hannersdorf, Jabing, Kirchfidisch, Markt Neuhodis, Mischendorf, Neumarkt im Tauchental, Oberkohlstätten, Rechnitz, Schachendorf, Schandorf, Stadtschlaining, Weiden bei Rechnitz
- Dekanat Trausdorf
  - Antau, Baumgarten, Draßburg, Hornstein, Klingenbach, Oslip, Siegendorf, Steinbrunn, Trausdorf an der Wulka, Wulkaprodersdorf, Zagersdorf, Zillingtal